# Personal Learning Environment
Der Ausdruck Personal Learning Environment (kurz PLE, deutsch Persönliche Lernumgebung) ist nicht klar definiert, kann aber als Konzept der individuellen Ausgestaltung der eigenen Lernumgebung verstanden werden. Der wichtigste Aspekt ist, dass der Lernende diese Umgebung unter seiner Kontrolle hat und seine Lern- und Arbeitsumgebung individuell gestaltet, um Wissen zu entwickeln und mit anderen zu teilen. Obwohl die rein sprachliche Übersetzung prinzipiell die gesamte persönliche Lernumgebung meint (z. B. Schreibtisch, Bücherei, Computer, Zeitung etc.), wird unter der technischen Umsetzung einer PLE in der Forschung im Wesentlichen die individuelle Zusammenstellung von (Social-)Software, Web-Services und Mobilen Technologien, die das zumeist informelle Lernen mit dem Computer unterstützen, verstanden.

## Begriffsgeschichte
Der Begriff Personal Learning Environments entstand Anfang 2000 im Rahmen der Diskussion zu Virtual Learning Environment (kurz VLE), einem Ansatz, in dem traditionelle Strukturen, Rollen und Prozesse aus der formellen Bildung in einer virtuellen Lernumgebung (z. B. frühere Formen der Lern-Management-Systeme, kurz LMS) nachgebildet werden. Im Gegensatz zum Virtual Learning Environment Ansatz, strebt der Personal Learning Environment Ansatz einen höheren pädagogischen und technischen Innovationsgrad, vor allem durch eine personenzentrierte Nutzung von modernen digitalen Medien, an.

## Lifelong Learning
Lebenslanges Lernen als Konzept, die Fähigkeit zu besitzen oder zu erwerben, sich lebenslang situationsgebunden und eigenständig weiterbilden zu können, ist die Hauptmotivation für die Forschung an PLEs. Getrieben durch eine (Computer-)Gesellschaft, die immer schnelllebiger ist und in der auch Produktzyklen immer kürzer werden, muss man in der Lage sein, sich schnell und problemorientiert in neue Domänen einzuarbeiten und sich Wissen anzueignen. Damit einher gehen aber auch neue Anforderungen an Mensch und Software. Der Mensch muss in der Lage sein, sein Lernen selbst zu gestalten und auszurichten. Software sollte in der Lage sein, ihn möglichst dabei zu unterstützen, geeignete Informationen zu finden, eigene zur Verfügung zu stellen, Wissen mit anderen auszutauschen und Reflexion über Geschriebenes oder Veröffentlichtes ermöglichen, um das Lernen zu unterstützen. Insbesondere da die Lernsituationen vielfältig sind, weil sie in ganz verschiedenen Kontexten entstehen (z. B.: (Projekt-)Arbeit, Hobbys etc.), sollte eine PLE in der Lage sein, dem Lerner eine flexible Umgebung zu bieten, die er sich seinen Anforderungen entsprechend gestalten kann.

## Informelles Lernen
Wie die Studie zeigt, besteht die Weiterbildung von Berufstätigen zu ca. 70 % aus informellem Lernen. Insbesondere das Lernen am Arbeitsplatz ist damit gemeint, welches in den wenigsten Fällen aus formaler Weiterbildung besteht. Es wurde aber mit der Entwicklung und Forschung rund um PLEs gezeigt, dass die ohnehin vorhandene informelle Weiterbildung unterstützt werden muss. Ziel ist es, dem Lernenden einerseits die Möglichkeit zu geben, seine ohnehin genutzten Programme und Services gesammelt verfügbar zu machen und andererseits mit der Komposition dieser das Lernen zu unterstützen. Technisch könnten dazu auch Verknüpfungen zwischen den Tools geschaffen werden bzw. Datenbasen derart zur Verfügung gestellt werden, dass eine Persistenz der zusammenfließenden Wissensartefakte gewährleistet werden kann.

## Funktionen einer PLE
Graham Attwell et al. beschreiben mehrere Funktionalitäten, die Bestandteil einer PLE sein sollten:
- Informationssuche: Zugang zu Informationen ist essentiell, um einen Lernprozess situationsbezogen anstoßen zu können. Einzig durch die Möglichkeit, gezielt Information in verschiedenen Quellen (mit inhaltlich möglicherweise verschiedenen Schwerpunkten) zu identifizieren, kann der Lernprozess effizient gefördert werden.
- Sammeln und Strukturieren: Eine PLE muss dem Lerner die Möglichkeit bieten, die gefundenen Informationen aus den verschiedensten Quellen zu sammeln und sie in einer für ihn sinnvollen Weise zu strukturieren. Zum einen soll es helfen, einen Überblick über das vorhandene Material zu bekommen, zum anderen kann der Lernende so über die Zusammenhänge und Unterschiede zwischen den einzelnen Artefakten reflektieren. Das kann ihm helfen, die für ihn am relevantesten Informationen zu separieren.
- Bearbeiten: Nachdem der Lerner für sich relevante Informationen identifizieren konnte, möchte er diese u. U. so erweitern, dass sie seinem speziellen Problem entsprechen oder er möchte sie mit eigenem Wissen über die entsprechende Wissensdomäne anreichern. Dazu muss die Möglichkeit gegeben sein, solche Wissensartefakte zu bearbeiten.
- Analyse: Um Informationen an eine bestimmte Problemsituation anzupassen, müssen diese zunächst analysiert werden. Diese Analyse kann alleine erfolgen, kann aber auch im Austausch mit anderen Personen erfolgen, die Erfahrung im Umgang mit diesem oder anderen ähnlichen Problemen haben.
- Reflexion: Reflexion über bspw. Gelesenes kann dazu dienen, Verständnisschwierigkeiten aufzudecken oder inhaltliche Schwächen in einem Dokument. Dies kann dann dazu führen, dass sich der Lernende noch tiefergehend mit einem Thema beschäftigt, um den gesamten für ihn relevanten Bereich verstehen zu können. Diese Reflexion kann z. B. durch Schreiben eines Artikels, eines Blog-Eintrags oder durch Gespräche mit Freunden oder Kollegen erfolgen.
- Präsentieren: Es muss die Möglichkeit gegeben sein, bspw. Problemlösungen den eigenen Kollegen oder Freunden zu präsentieren. Das kann mit Hilfe von Folien, Prospekten oder auch das Schreiben einer E-Mail geschehen.
- Repräsentieren: Im Unterschied zu Präsentieren zielt Repräsentieren darauf ab, Aggregationen und Analysen von Artefakten und die dadurch neu entstandenen Wissensartefakte in einer mehr allgemeinen Form zu veröffentlichen, so dass mit Hilfe dessen nicht nur das gleiche Problem wieder gelöst werden kann, sondern auch ein darüber hinausgehender Mehrwert gewonnen wird. Damit einher geht auch der Effekt, dass der Lernende sich und sein Interessensgebiet darstellt.
- Teilen: Einer der relevantesten Punkte ist die Möglichkeit, gewonnenes Wissen mit anderen zu teilen, um einerseits nicht nur allein von neu gewonnenem Wissen zu profitieren und um andererseits selbst auch neue Informationen von anderen Personen zu erhalten.
- Networking: Verknüpfungen mit anderen Personen aufzubauen ist der wichtigste Aspekt, um die zuvor genannten Punkte effizient realisieren zu können. Nur so kann es möglich sein, effektiv an Informationen zu gelangen. Nur Personen, die selbst einen gewissen Kenntnisstand in einer Wissensdomäne besitzen, können schnell und gezielt auf Materialien, Informationen oder Metawissen (z. B. alltägliche Probleme) hinweisen. Im Übrigen entspricht es in vielen Situationen auch dem normalen Leben, dass man einen Freund oder Kollegen zu einem Problem befragt, weil man davon ausgeht, dass man mit dessen Hilfe schneller zum Ziel kommt, als wenn man sich in eine komplette Domäne neu einarbeiten müsste.